# سمیرا وایلی
سمیرا وایلی (انگلیسی: Samira Wiley) یک هنرپیشه اهل ایالات متحده آمریکا است. وی از سال ۲۰۱۱ میلادی تاکنون مشغول فعالیت بوده‌است.
از فیلم‌های معروف او می‌توان به بازی در فیلم دیترویت، سرقت از اوباش، پرستار و سرگذشت ندیمه (مجموعه تلویزیونی)  اشاره کرد.